# Hùng Trắc
Hùng Trắc hay Mị Trắc (chữ Hán: 熊侧 hay 芈侧, ?-575 TCN), thường gọi là Công tử Trắc (公子侧), tên tự là Tử Phản (子反), là tư mã nước Sở thời Xuân Thu trong lịch sử Trung Quốc.

## Thân thế
Công tử Trắc là người thuộc tông thất nước Sở, con thứ của Sở Mục vương, vua thứ 24 của nước Sở, em trai Sở Trang vương, vua thứ 25 của nước Sở.

## Ham mê Hạ Cơ
Năm 599 TCN, ở nước Trần, Trần Linh công cùng các đại phu Khổng Ninh và Nghi Hàng Phủ thông dâm với Hạ Cơ – vợ góa của người em họ Linh công là công tôn Hạ Ngự Thúc. Con Hạ Cơ là Hạ Chinh Thư nổi dậy giết chết Linh công. Khổng Ninh và Nghi Hàng Phủ sợ hãi bỏ chạy sang nước Sở.
Sở Trang vương lấy cớ Hạ Chinh Thư giết vua, đem quân đánh nước Trần. Công tử Trắc có tham gia trong trận chiến này. Sau khi đánh thắng nước Trần, bắt được Hạ Cơ, Sở Trang vương muốn nạp làm thiếp, nhưng tướng Khuất Vu can ngăn. Công tử Trắc cũng thích Hạ Cơ, bèn xin Trang vương ban cho mình. Khuất Vu lại bảo rằng Hạ Cơ là người gây họa, không nên lấy. Sở Trang vương bèn đem Hạ Cơ gả cho tướng già là Liên Doãn Tương Lão.
Sau đó Tương Lão tử trận, Hạ Cơ bèn lấy Khuất Vu, rồi bỏ trốn sang nước Tấn năm 589 TCN. Khuất Vu bèn tâu xin Sở Cung vương đem lễ vật dâng cho nước Tấn để Tấn không dùng Khuất Vu. Sở Cung vương đáp ứng theo. Sau đó, Công tử Trắc cùng lệnh doãn là Công tử Anh Tề giết chết và tịch thu gia sản cả họ Vu Thần cùng với Thanh Doãn Phất Kị.

## Bị Hoa Nguyên bắt ăn thề
Năm 594 TCN, Sở Trang vương lại bao vây nước Tống, quân Tấn không tới cứu Tống. Quân Sở bao vây được mấy tháng nhưng quân Tống phòng thủ chặt chẽ. Phía quân Sở chỉ còn lương thực trong 7 ngày, chuẩn bị rút lui, còn người nước Tống cũng hết lương, phải đổi con cho nhau ăn thịt, lấy xương khô làm củi, nhưng không chịu đầu hàng.
Trong tình thế nguy cấp, tướng Hoa Nguyên nước Tống giả làm lính lẻn vào trại quân Sở giữa đêm, đến giường nằm của công tử Trắc, thuật lại tình hình trong thành, và đề nghị quân Sở hãy rút lui 30 dặm để người Tống kiếm lương, nước Tống xin thần phục. Bị Hoa Nguyên uy hiếp, công tử Trắc phải thề với Hoa Nguyên, rồi đề nghị với Sở Trang vương. Sở Trang vương bằng lòng lui binh 30 dặm, nới vòng vây cho nước Tống. Tống Văn công sai người sang nghị hòa, rồi hai nước giảng hòa với nhau.

## Phụ chính cho vua nhỏ
Năm 591 TCN, Sở Trang vương mất, con là Sở Cung vương lên nối ngôi còn bé, nên việc triều chính do Lệnh doãn là Công tử Anh Tề và Công tử Trắc (tư mã) phụ chính. Hai người xảy ra mâu thuẫn với nhau.
Năm 587 TCN, nước Tấn đánh nước Trịnh. Vì Trịnh trước đó đã thần phục Sở, Sở Cung vương cử Công tử Trắc đem quân cứu Trịnh, đánh tan liên quân của Tấn.
Năm 585 TCN, do có mâu thuẫn từ trước, Hứa Linh nam kiện nước Trịnh với Sở Cung vương. Tử Phản khuyên vua Sở cho hai nước sai sứ đến hỏi. Kết quả, sứ nước Trịnh đuối lý nên bị thua. Từ đó Trịnh lại bỏ Sở mà theo Tấn.
Năm 584 TCN, Vu Thần muốn báo thù việc Công tử Trắc giết cả họ nhà mình, bèn xin Tấn Cảnh công cho sang nước Ngô, liên minh với Ngô đánh Sở. Công tử Trắc cùng công tử Anh Tề đem quân chống.
Năm 576 TCN, nước Sở muốn đem quân đánh lên phía Bắc, đại phu Tử Nang khuyên nên giảng hòa với nước Tấn nhưng công tử Trắc không theo lời.

## Tự tử tại Yển Lăng
Năm 575 TCN, công tử Trắc được phong làm Trung quân tướng, cùng Sở Cung vương đem quân giao chiến với quân Tấn ở Yên Lăng. Quân Sở bị thua, bản thân vua Sở bị thương một mắt, Tử Phản bèn rút lui về Hạ Gian thu thập binh lính chuẩn bị tái chiến. Tuy nhiên Sở Cung vương muốn lui binh, ban đêm cho gọi công tử Trắc đến bàn bạc. Lúc đó, có người khách là Cốc Dương mang rượu đến mời ông uống đến say, không dậy được. Sở Cung vương bèn rút lui. Đến đất Hà, công tử Trắc đã tỉnh thì được tin quân mình đã rút và thấy Sở Cung vương sai người đến ban lệnh tha tội cho mình. Tuy nhiên, Lệnh doãn là Công tử Anh Tề vốn có hiềm khích với ông, sai người đến bảo ông tự sát tạ tội. Tử Phản bèn tự sát. Cốc Dương bỏ trốn.

## Trong Đông Chu liệt quốc
Nhân vật Công tử Trắc được nhắc đến từ hồi 53 đến hồi 59 tiểu thuyết Đông Chu liệt quốc của Phùng Mộng Long. Đông Chu liệt quốc kể lại một số việc làm của ông như xin lấy Hạ Cơ, diệt tộc Khuất Vu, tự tử ở Yển Lăng... Ở hồi 59, tác giả miêu tả việc khi quân Sở rút lui, Sở Cung vương sai Dưỡng Do Cơ hộ tống ông lên xe cùng về. Dưỡng Do Cơ sợ ông nằm không vững nên trói lại. Đến sáng khi tỉnh lại, được cởi trói, ông biết được sự việc, có ý hối hận, sau đó nghe theo công tử Anh Tề thắt cổ chết.